# Лучано Фаверо
Лучано Фаверо (італ. Luciano Favero, нар. 11 жовтня 1957, Санта-Марія-ді-Сала) — колишній італійський футболіст, що грав на позиції захисника.
Виступав, зокрема, за «Ювентус», у складі якого став чемпіоном Італії, володарем Суперкубка УЄФА, Кубка чемпіонів УЄФА та Міжконтинентального кубка.

## Ігрова кар'єра
Народився 11 жовтня 1957 року в місті Санта-Марія-ді-Сала. Вихованець юнацьких команд футбольних клубів «Местре» та «Варезе».
У дорослому футболі дебютував 1975 року виступами за «Міланезе», в якому провів один сезон, взявши участь у 31 матчі чемпіонату.
З 1976 року грав за «Мессіну», яка виступала в Серії C. Захисник відіграв у команді сезон 1976/77, після чого перебрався в «Салернітану». У клубі з Салерно Фаверо також затримався лише на рік і в липні 1978 року повернувся на Сицилію, ставши гравцем «Сіракузи». З «Сіракузами» за підсумками сезону 1978/79 захисник піднявся із Серії C2 в Серію C1 і відіграв за команду в третьому за силою італійському дивізіоні ще один сезон.
У жовтні 1980 року Лучано Фаверо перейшов до клубу Серії B «Ріміні». У сезоні 1980/81 він провів за команду 31 матч в чемпіонаті і ще 7 — в сезоні 1981/82.
У жовтні 1981 року захисник перейшов до клубу Серії A «Авелліно». За команду регіону Кампанія футболіст грав до закінчення сезону 1983/84, після чого на п'ять років відправився захищати кольори «Ювентуса». Фавер дебютував у «старій сеньйорі» 22 серпня 1984 року в матчі кубка Італії проти «Палермо». У Серії А захисник вперше зіграв за туринський клуб 16 вересня того ж року в матчі з «Комо». Зіграний три дні потому матч кубка європейських чемпіонів проти фінського «Ільвеса» став для Лучано Фавер першим в єврокубках. У тому розіграші турніру футболіст відіграв за «Юве» всі 9 матчів без замін, в тому числі — брюссельський фінал проти «Ліверпуля» і став разом з командою володарем трофея. Так само, з першої до останньої хвилини, захисник провів і січневу гру за Суперкубок УЄФА 1985 року з тим же «Ліверпулем».
27 жовтня 1985 року Лучано Фаверо забив перший гол за «Ювентус», вразивши ворота голкіпера «Удінезе» Фабіо Бріні. Підсумком сезону 1985/86 для захисника стали 30 зіграних матчів у чемпіонаті та звання чемпіона Італії. У грудні 1985 року Фаверо у складі «Юве» взяв участь у переможному для італійців матчі за Міжконтинентальний кубок проти «Аргентинос Хуніорс». Лучано Фаверо покинув «Ювентус» влітку 1989 року, зігравши за команду в Серії А 133 матчі та забивши 2 голи.
Останнім клубом у кар'єрі футболіста стала «Верона», разом з якою Фаверо вилетів до Серії B за підсумками чемпіонату 1989/90. Влітку 1991 року захисник завершив ігрову кар'єру.

## Титули і досягнення
- Чемпіон Італії (1):

«Ювентус»: 1985-86
- Володар Суперкубка Європи (1):

«Ювентус»: 1984
- Володар Кубка європейських чемпіонів (1):

«Ювентус»: 1984-85
- Володар Міжконтинентального кубка (1):

«Ювентус»: 1985